# Ferdinand de Guillemardet
Ferdinand de Guillemardet (3. dubna 1765, Couches – 4. května 1809, Paříž) byl francouzský lékař, politik a diplomat.

## Kariéra
Narodil se jako Ferdinand Pierre Marie Dorothée Guillemardet. V době revoluce byl poslancem za okrsek Saôna a Loira.
V letech 1798–1800 byl francouzským velvyslancem ve Španělsku. V roce 1800 ho však ministr Charles de Talleyrand-Périgord povolal zpět do Paříže.
Guillemardet se stal ve své rodné zemi prefektem, avšak brzy duševně onemocněl a v roce 1809 zemřel.